# Weißenborn (Hesse)
Weißenborn é um município da Alemanha, situado no distrito de Werra-Meißner, no estado de Hesse. Tem 15,6 km² de área, e sua população em 2019 foi estimada em 974 habitantes.